# Hall da fama da ROH
O Hall da fama da ROH é um hall da fama que homenageia lutadores profissionais e celebridades do wrestling que contribuíram para a história da companhia de wrestling americana Ring of Honor.

## História
A ROH estabeleceu o seu hall da fama em 26 de janeiro de 2022, como parte da celebração de 20 anos da existência da mesma. Eles anunciaram quatro induzidos que compuseram a turma inicial.

## Induzidos

### Individuais
| Ano  |  | Nome de Ringue (Nome verdadeiro) | Reinados reconhecidos pela Ring of Honor |
| ---- |  | -------------------------------- | --- |
| 2022 |  | Bryan Danielson                  | Uma vez ROH World Champion Uma vez ROH Pure Champion Vencedor da Survival of the Fittest (2004)                                                           |
| 2022 |  | Samoa Joe (Nuufolau Seanoa)      | Uma vez e o maior reinado ROH World Champion (645 days) Uma vez ROH Pure Champion. Em abril de 2022, ele também ganhou ROH World Television Championship. |
| 2022 |  | CM Punk (Phillip Brooks)         | Uma vez ROH World Champion Duas vezes ROH Tag Team Champion.                                                                                              |

### Grupos
| Ano  | | Grupo        | Títulos reconhecidos pela Ring of Honor |
| ---- | --- | ------------ | --- |
| 2022 | | The Briscoes | 12 vezes ROH World Tag Team Champions Uma vez IWGP Tag Team Champions Uma vez ROH World Six-Man Tag Team Champions Vencedores do Honor Rumble (2009) |
| 2022 | Jay Briscoe (Jamin Pugh) – Duas vezes ROH World Champion Mark Briscoe (Mark Pugh) – vencedor Honor Rumble (2013) |              | |

### Prêmio Legado
| Ano  | Nome de ringue (Nome verdadeiro) | Proezas reconhecidas pela Ring of Honor                                          |
| ---- | -------------------------------- | -------------------------------------------------------------------------------- |
| 2022 | Cary Silkin                      | Dono da Ring of Honor em 2002–2011 Serviu como embaixador da companhia 2011–2022 |